# Botsorhel
Botsorhel (bretonisch Bodsorc'hel) ist eine französische Gemeinde mit 428 Einwohnern (Stand 1. Januar 2022) in der Region Bretagne im Département Finistère. 
Morlaix liegt 14 Kilometer nordwestlich und Brest 68 Kilometer westlich. Die Entfernung zur Küste im Norden am Atlantik beträgt circa 18 Kilometer. An der westlichen Gemeindegrenze verläuft der Fluss Douron.
Bei Plouigneau und Plouégat-Moysan befinden sich die nächsten Abfahrten an der Schnellstraße E 50 (Rennes-Brest) und u. a. in Morlaix gibt es einen Regionalbahnhof. 

## Bevölkerungsentwicklung
| Jahr                       | 1962 | 1968 | 1975 | 1982 | 1990 | 1999 | 2010 | 2017 |
| Einwohner                  | 760  | 674  | 608  | 563  | 568  | 493  | 463  | 428  |
| Quellen: Cassini und INSEE |      |      |      |      |      |      |      |      |

## Sehenswürdigkeiten
- Kirche Saint-Georges

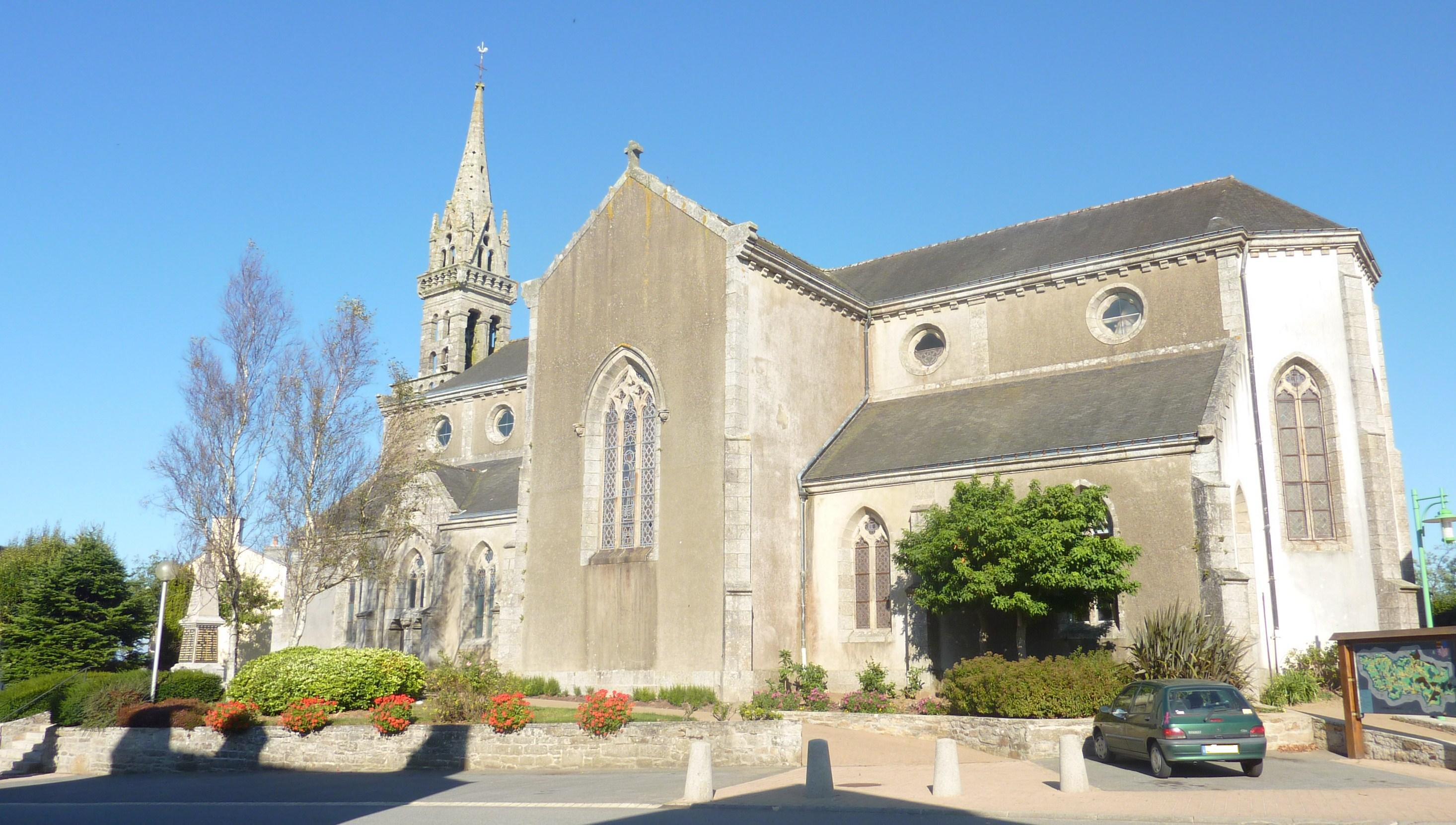
Kirche Saint-Georges

Siehe auch: Liste der Monuments historiques in Botsorhel